# 海螯蝦科
海螯蝦科（學名：Nephropidae），又名螯龍蝦科，俗称美国龙虾、加拿大龙虾，有一對非常巨大的鉗子，是一種大型海生甲殼類的總稱，生物学上属于十足目。

## 分類
- Neophoberinae
  - 密刺螯龍蝦屬 Acanthacaris
- Thymopinae
  - 擬海螯蝦屬 Nephropsis
  - Nephropides
  - Thymops
  - Thymopsis
- 螯龍蝦亞科 Nephropinae
  - 螯龍蝦屬 Homarus
    - 美洲螯龍蝦 H. americanus種
    - 歐洲螯龍蝦 H. gammarus種

  - 海螯虾属 Nephrops
    - 挪威海螯虾N. norvegicus

  - Homarinus
  - 後螯龍蝦屬 Metanephrops
  - Eunephrops
  - Thymopides

## 生態
螯龍蝦分布於世界各地的海域，大中華地區主要是各種後螯龍蝦，由於憩息在至少200米深的海底（大多種類更深），不易俘獲也較爲罕見；日本、印尼則还可找到鋸指螯蝦，亦憩息于深海。
螯龍蝦通常棲息於從海岸到大陸棚邊緣的石質、沙質或泥質海床。螯龍蝦通常以活的魚類、貝類、其他甲殼類及海草為食，有時也會吃動物屍體；在圈養環境下，還有可能同類相食。
螯龍蝦終其一生都會不斷進行脫殼。成熟的螯龍蝦可能有幾乎不再老化的能力，在沒有受傷、疾病及被捕捉的情況下有著很長的壽命，有可能超過100年。
海螯蝦的年紀可根據重量來推算，每一磅（0.454公斤）可換算為7到10歲。金氏記錄中捕獲的最大螯龍蝦重達20.14公斤，全長從尾部到大螯尖端達1.06公尺，1977年捕獲於加拿大新斯科舍外海，是世界上最重的海生甲殼類。
2009年1月，一隻重達20磅（約9公斤）、名為「喬治」的螯龍蝦於美國東北部緬因州坎尼邦克港附近放生，該隻蝦是在約兩週前於加拿大紐芬蘭外海被捕。因此推估「喬治」已140歲了。

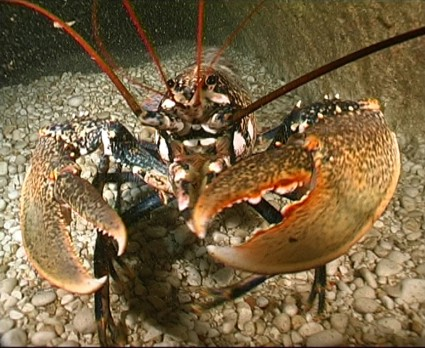
歐洲螯龍蝦 Homarus gammarus
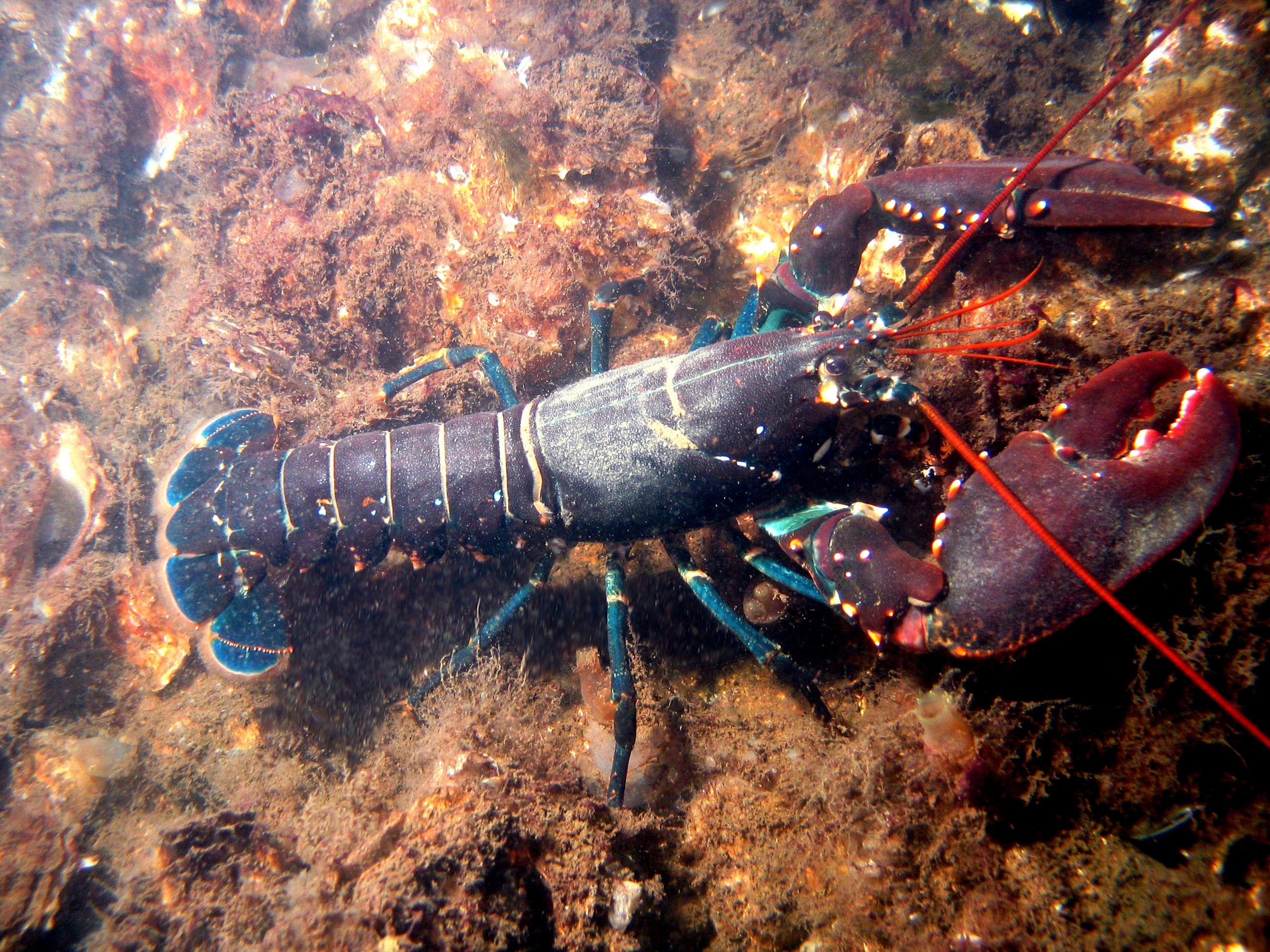
歐洲螯龍蝦 H. gammarus
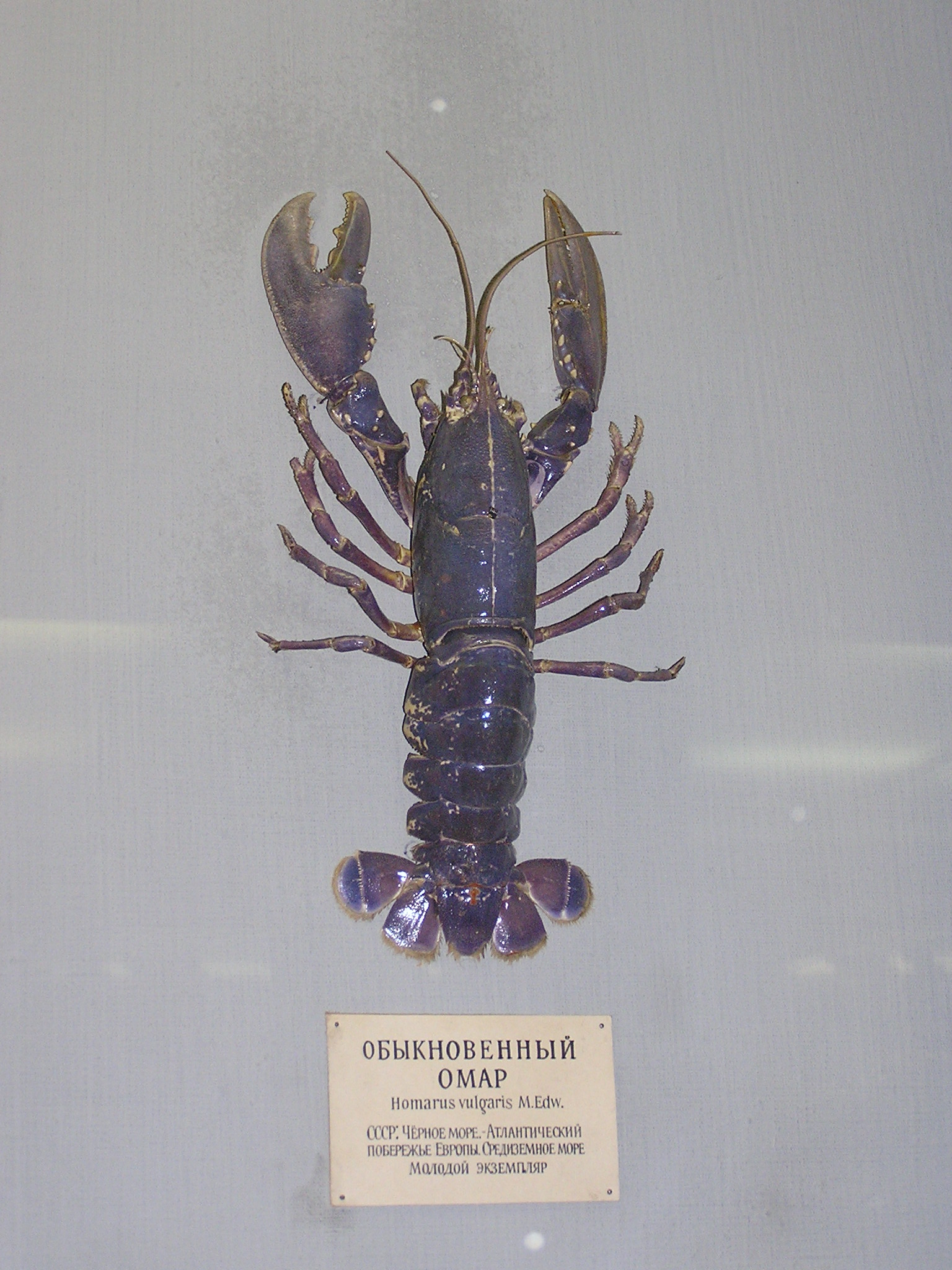
歐洲螯龍蝦 H. gammarus
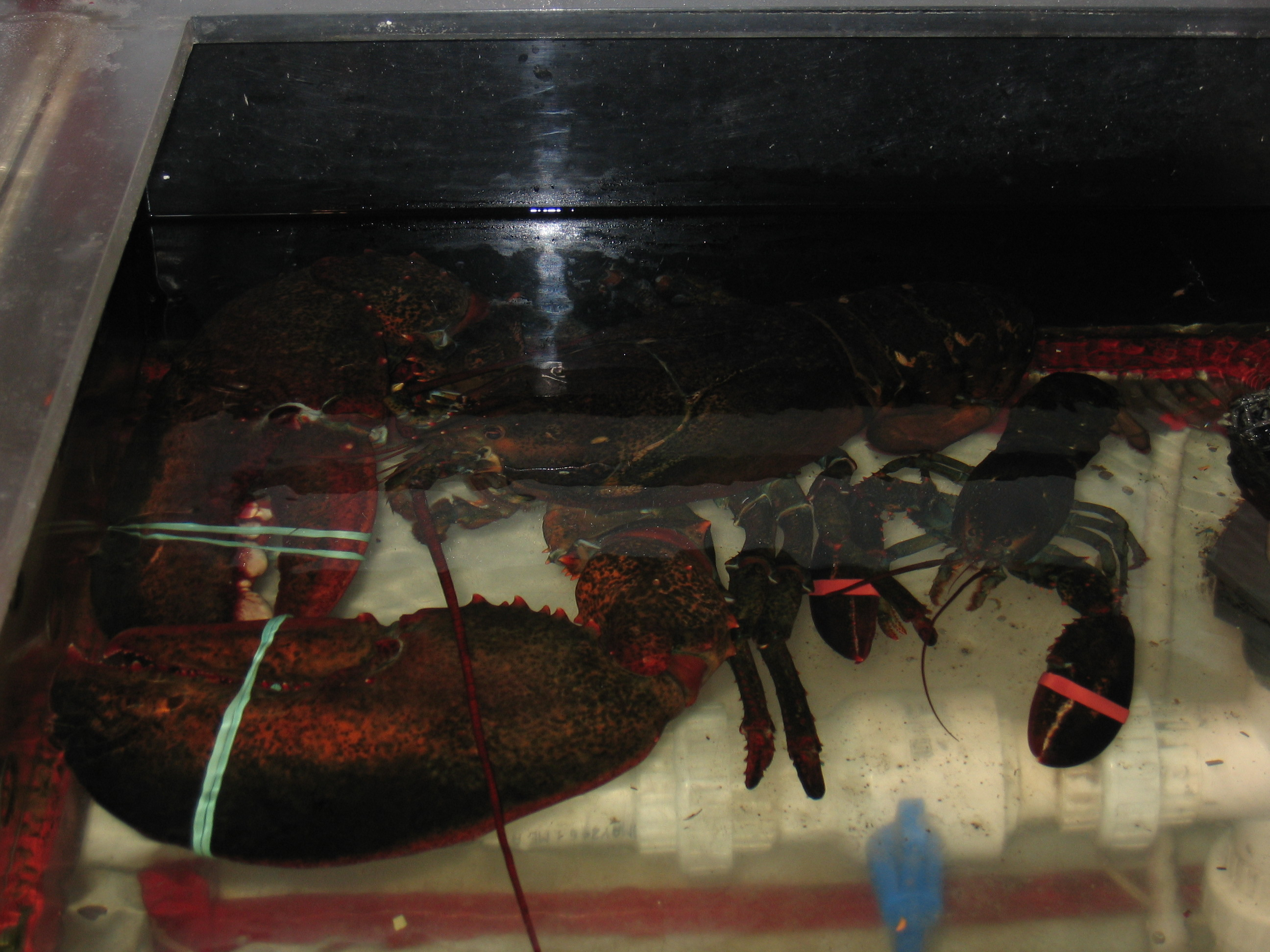
美洲螯龍蝦 Homarus americanus

## 與龍蝦的不同
螯龍蝦因为体型与龙虾相近，且皆可食用，常被大眾误认为是龙虾的一种。而在科学分类上：
- 龍蝦长著長、粗、多刺的觸角，海螯蝦觸角較細且短。
- 螯龍蝦有一對大螯，龍蝦沒有。[5]

## 烹飪
螯龍蝦也是一种著名的西方美食。以往螯龍蝦通常被活生生的煮熟；大部份廚師會將活的海螯蝦放進滾水中煮熟或蒸熟，近年在研究得知螯龍蝦可能有痛覺後，歐洲部份國家，已要求先用水产品电击机電死或冷凍減少其痛苦。2017年在澳洲悉尼，一間海鮮市場餐廳未讓蝦失去知覺再宰殺，被悉尼Downing Centre法庭指控虐待动物，宣布判处餐厅罚款1500澳元。这是澳州皇家防止虐待动物协会处理的第一起甲壳类动物虐待案件。螯龍蝦也可以用炸、烤、烘等其他方式料理，當做主餐、沙拉或濃湯，或是與蛋黄酱混合做成蝦卷。大部份蝦肉位於尾部和兩支大螯，腳部和軀幹也有較少部份的肉可供食用。龍蝦肉通常會沾酥油，可以提升甜味。

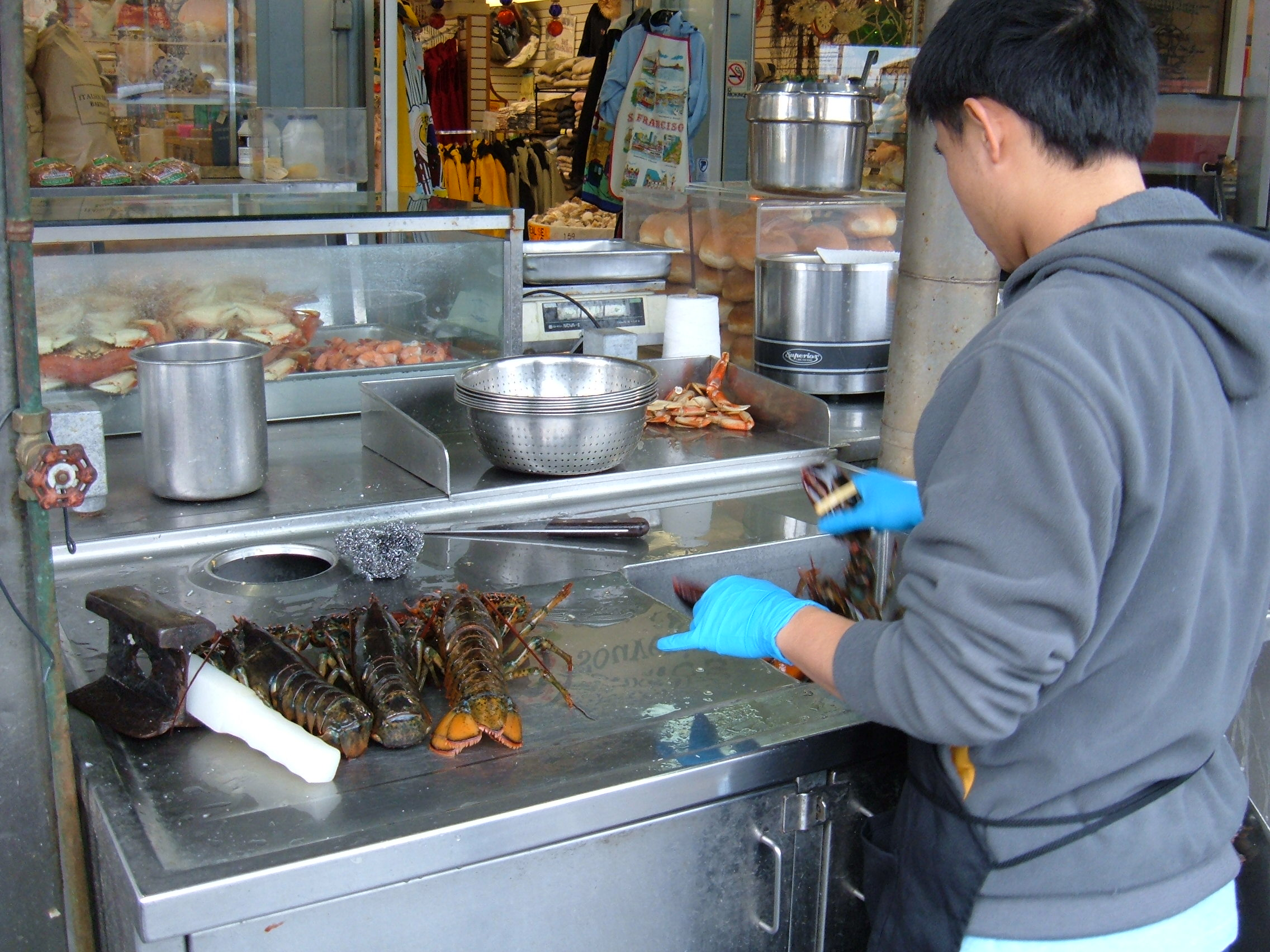
舊金山漁人碼頭販賣的“龍蝦”（螯龍蝦）
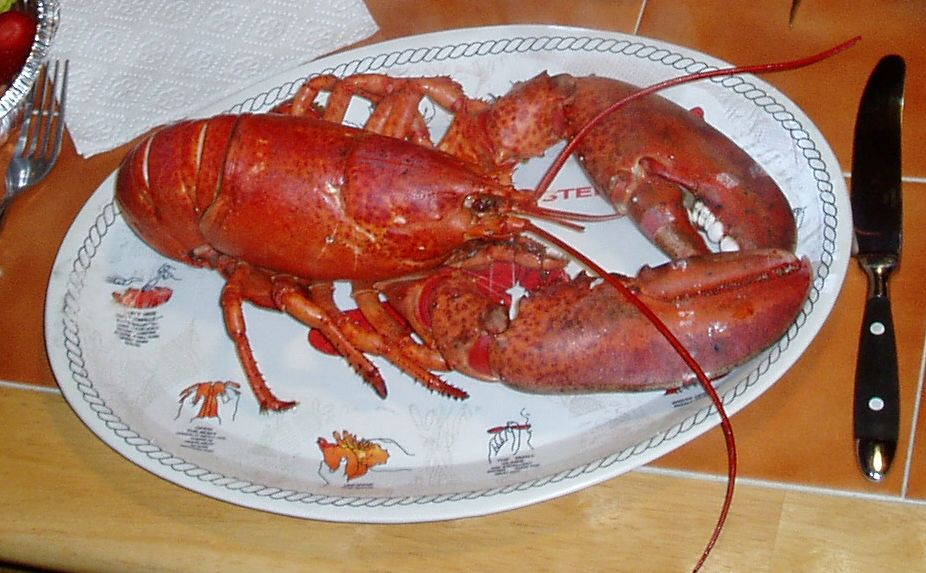
“龍蝦”（螯龍蝦）大餐
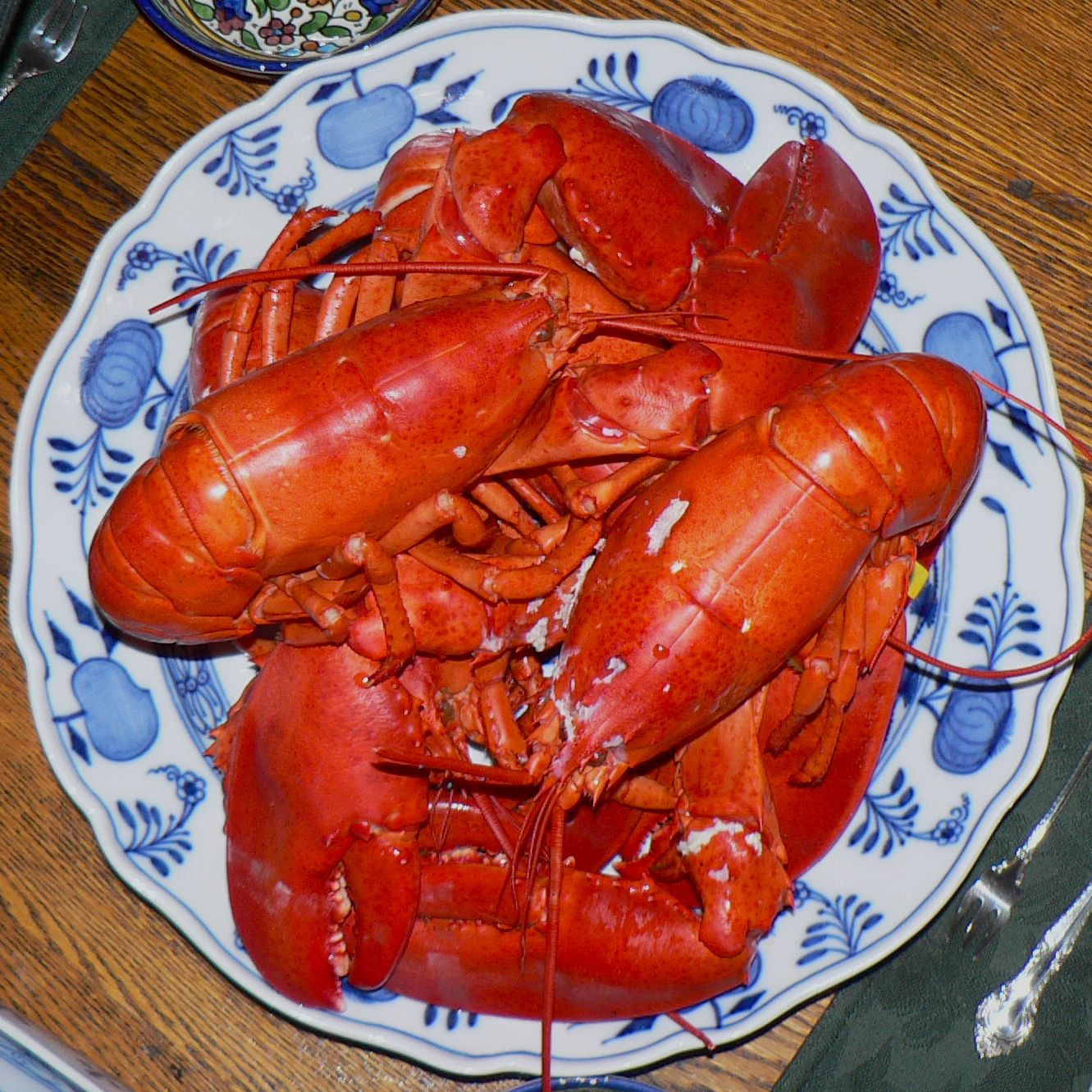
煮熟的螯龍蝦
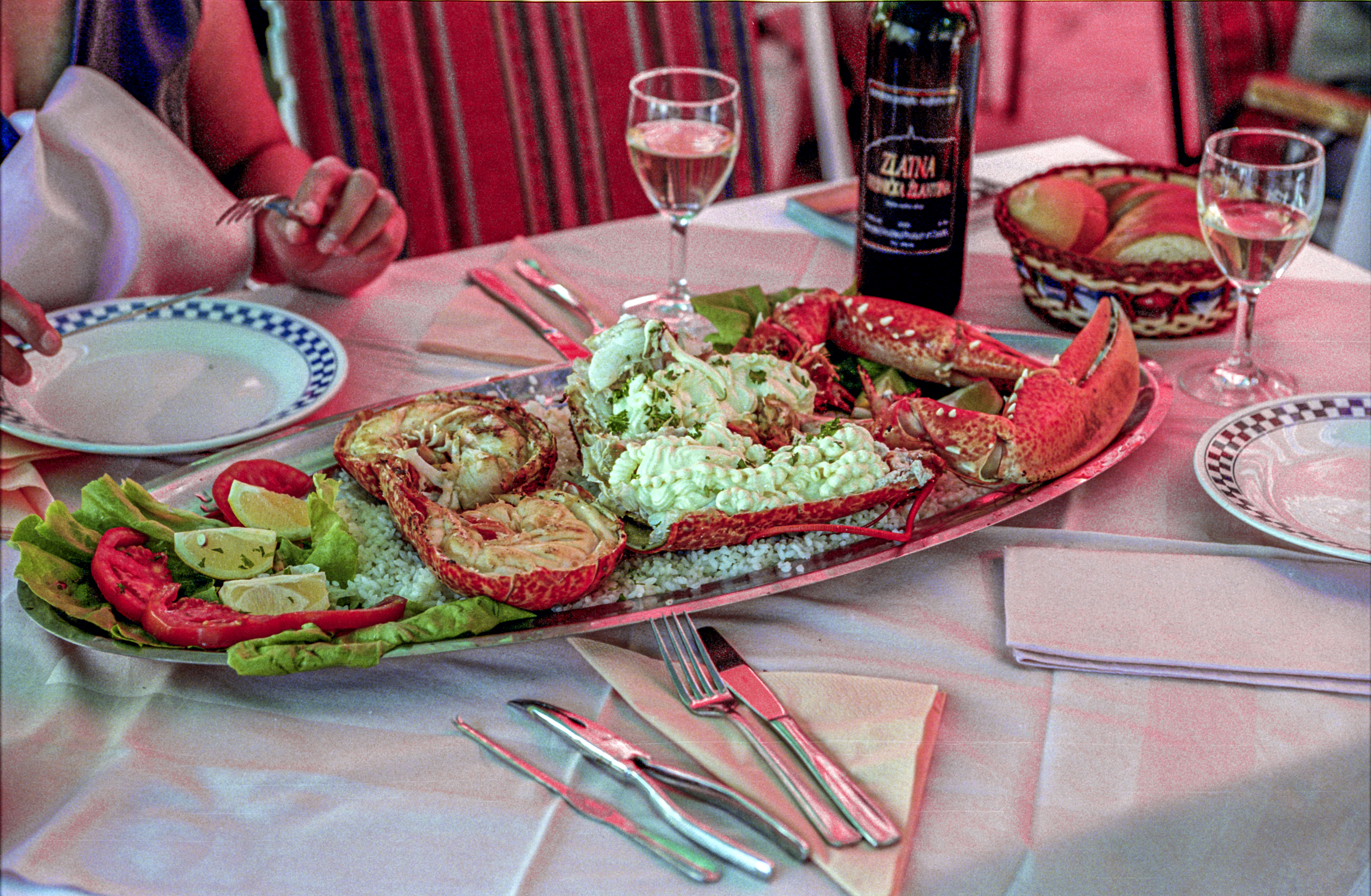
Lobster in restaurant, Dubrovnik

## 註解
1. ↑  GUERIN, JOHN C. . Annals of the New York Academy of Sciences (Wiley). 2004, 1019 (1): 518–520. ISSN 0077-8923. doi:10.1196/annals.1297.096.
2. ↑  David Foster Wallace. . Little, Brown & Company. 2005. ISBN 0-31-615611-6.
3. ↑  . 金氏世界記錄.   [2006-08-03]. （原始内容存档于2006-05-28）.
4. ↑  http://tw.news.yahoo.com/article/url/d/a/090111/78/1cs1p.html%5B%5D
5. ↑  . Sohu.   [2019-12-16]. （原始内容存档于2021-02-03）.
6. ↑  .   [2024-02-19]. （原始内容存档于2024-02-19）.
7. ↑  Jillian McKee. . NEWS.COM.AU. 2017-02-15  [2017-07-26]. （原始内容存档于2021-02-05）.